# Alcétas Ier (roi d'Épire)
Pour les articles homonymes, voir Alcétas.
Alcétas Ier (en grec ancien Ἀλκέτας / Alkétas), né v. 410 et mort v. 370 av. J.-C., est un roi d’Épire de la dynastie des Éacides qui règne de 390 ou 385 à 370 av. J.-C.

## Famille
Il est le fils de Tharypas, roi d'Epire. Par son père, il est probablement l'arrière petit-fils d'Admetos, roi des Molosses d'Epire en -470.
D'une femme au nom inconnu, on lui connait deux fils :
- Néoptolème Ier, roi d'Épire, grand-père d'Alexandre-le-Grand ;
- Arrybas, né vers -390, décédé en -343, roi d'Épire, épouse Andromache puis sa nièce Troas.

On connait un certain Neoptolemos, général d'Alexandre le Grand, qui est aussi probablement un de ses descendants, ce Neoptolemos ne doit pas être confondu avec son homonyme et neveu d'Alexandre, le roi Néoptolème II d'Épire.

## Biographie
Le règne d'Alcétas Ier n'est connu que par un épisode relevé par Diodore de Sicile. Roi des Molosses chassé de son trône par ses sujets, Alcétas se réfugie auprès de Denys l'Ancien tyran de Syracuse. Celui-ci profite de sa présence pour mettre en œuvre son projet d'établir des cités dans la dépendance de Syracuse le long des rivages de la mer Adriatique. Son but est d'assurer à ses vaisseaux le passage de la mer Ionienne pour aller jusqu'en Épire et d'avoir des ports dans ce pays où il veut baser de grandes forces navales destinées à piller le temple de Delphes qu'il sait rempli de trésors. Dans ce contexte Denys fait alliance avec les Illyriens, eux-mêmes alliés d'Alcétas dont ils ont favorisé la fuite à Syracuse.
Afin de rétablir Alcétas sur son trône, Denys envoie aux Illyriens un contingent de 2 000 hommes et 500 paires d'armures complètes « à la Grecque ». Les Illyriens en revêtent les plus braves de leurs soldats et répartissent les 2 000 hommes dans leurs corps de troupes. Ayant rassemblé toutes leurs forces, ils traversent l'Épire pour atteindre le pays des Molosses, où ils ne rencontrent pas de résistance et qu'ils mettent au pillage ainsi que la totalité de l'Épire. Ils réussissent par ailleurs à reconduire  Alcétas jusque dans son palais. Les Molosses s'étant rassemblés en corps d'armée leur livrent combat mais les Illyriens, vainqueurs, tuent plus de 15 000 hommes. Les Spartiates apprenant les dommages que les peuples d'Épire ont soufferts, leur envoient des recours par le moyen desquels il repoussent l'incursion des Illyriens.
À la mort d'Alcétas, ses deux fils, Néoptolème Ier et Arymbas, d'abord divisés, s'accordent enfin à partager également le pouvoir, et ils observent fidèlement leurs conventions.